# أوكتاي أركال
أوكتاي أركال (بالألمانية: Oktay Urkal) مواليد 15 يناير 1970 في برلين، هو ملاكم ألماني يصنف ضمن فئة وزن الوسط. شارك في الأولمبياد وحقق الميدالية الفضية في الألعاب الأولمبية الصيفية 1996.

## إحصائيات
خاض خلال مسيرته 42 نزالا، فاز في 38 وخسر في 4. فاز بالضربة القاضية في 12 نزالا.

## الميداليات
| الميدالية | المسابقة                       |
| --------- | ------------------------------ |
| فضية      | الألعاب الأولمبية الصيفية 1996 |

## روابط خارجية
- أوكتاي أركال على موقع بوكس ريك (الإنجليزية) (registration required)
- أوكتاي أركال على موقع أوليمبيديا (الإنجليزية)